# M19 Multiple Gun Motor Carriage
Le M19 Multiple Gun Motor Carriage (MGMC) est un canon automoteur antiaérien de l'United States Army. Conçu dans les années 1940, sur la base du châssis du char M24 Chaffee auquel on a adjoint deux canons Bofors 40 mm, il prend part à la Seconde Guerre mondiale puis à la guerre de Corée. Il est produit à 285 exemplaires par Cadillac entre 1944 et 1945.
Le développement du M19 est une évolution du projet abandonné T65 qui était basé sur le châssis du char léger M5. La conception originale est améliorée et désigné comme T65E1. Il est accepté pour le service en mai 1944 en tant que M19 MGMC et équipe plusieurs unités antiaériennes de l'Armée américaine pendant la Seconde Guerre mondiale. Le M19A1 est une variante améliorée avec un moteur auxiliaire et des fûts de rechange pour les canons Bofors.
Pendant la Seconde Guerre mondiale, les M19 et M19A1 participent aux combats sur le théâtre d'opérations européen comme canon d'assaut, puisque les Alliés ont la suprématie aérienne sur les cieux d'Europe. Les M19 et M19A1 sont également utilisés pendant la guerre de Corée dans le même rôle.

## Développement et spécifications
Le M19 est une évolution du projet T65 Gun Motor Carriage (T65 GMC), lui-même issu des besoins des forces blindés américaines (en) de disposer d'un véhicule léger anti-aérien basé sur le châssis du char léger M5. Bien que les essais ont été couronnés de succès et qu'une production de 1 000 T65 a été demandée, le projet est finalement arrêté par le corps des magasins militaires car la production du châssis du char léger M5A1 a été arrêté,.
Malgré l'abandon du projet T65, les forces blindés américaines ont toujours besoin d'un véhicule antiaérien léger et développent alors un nouveau projet appelé T65E1 basé sur le nouveau châssis T24, un prototype du char M24 Chaffee. Le T65E1 dispose globalement des mêmes caractéristiques que le T65 GMC, notamment la tourelle à l'arrière et les moteurs au milieu du châssis avec quelques modifications mineurs, notamment un bouclier de canon angulaire au lieu d'un droit,.
Le T65E1 est accepté au service sous la désignation de M19 Gun Motor Carriage en mai 1944 avec une commande pour une production de 904 modèles, envoyé à Cadillac. La production ne débute qu'au mois d'août 1944 mais finalement seul 285 unités sont produites d'ici à la fin de la guerre,. La version M19A1, évolution du premier modèle, dispose d'un moteur auxiliaire et d'un générateur pour actionner les canons de 40 millimètres quand le moteur principal est arrêté et des fixations pour emporter deux affuts de rechange.
Le M19 MGM a des spécifications semblables au M24 Chaffee. Il a une longueur de 5,46 m, une largeur de 2,84 m et une hauteur de (2,99 m. Sa masse est de 17 463 kg, et il est alimenté avec un moteur V-8 Twin Cadillac modèle 42 de 220 ch (160 kW). Il peut atteindre une vitesse de 56,3 km/h, et dispose d'une autonomie de 241 km. Le véhicule est manœuvré par un équipage de six personnes.

## Service

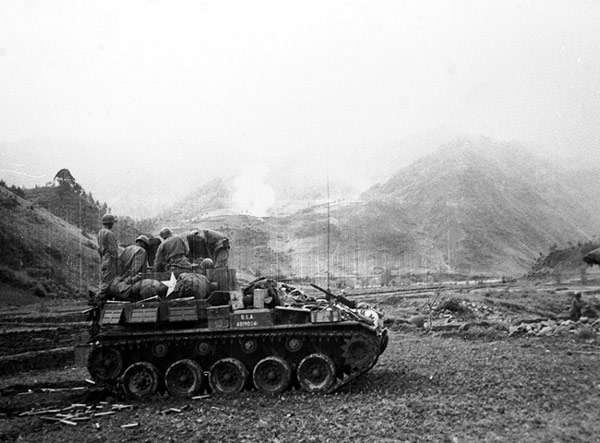
Un M19 fait feu sur des positions chinoises en Corée.

Le M19 MGM sert en Europe lors de la Seconde Guerre mondiale avec l'armée américaine. Mais, au moment où le M19 arrive en service, la Luftwaffe a déjà été chassée des cieux par la puissance aérienne alliée, il est alors employé comme canon d'assaut mobile, un rôle qu'il exécute finalement très bien. Il n'est jamais livré à d'autres pays par le programme de prêt-bail ou d'autres programmes d'aide militaire. Il sert également dans la guerre de Corée avec la même fonction que lors de la Seconde Guerre mondiale. Il est notamment utilisé contre les forces armées nord-coréennes lors de la bataille du périmètre de Busan et dans des combats ultérieurs en Corée. Les canons de 40 mm sont particulièrement efficaces contre les charges massives d'infanterie chinoises lors des opérations menées en Corée du Nord.
Lorsqu'il est décidé de retirer progressivement du service le M24 Chaffee et d'autres véhicules employant le même châssis, les tourelles du M19 sont remontées sur un châssis de char M41 Walker Bulldog pour produire le M42 Duster.